# بيدرو مارتينيز (لاعب كرة مضرب)
بيدرو مارتينيز (بالإسبانية: Pedro Martínez)‏ هو لاعب كرة مضرب إسباني، ولد في 26 أبريل 1997 في جزيرة شقر في إسبانيا.

## وصلات خارجية
- بيدرو مارتينيز على موقع رابطة محترفي التنس (الإنجليزية)
- بيدرو مارتينيز على موقع الاتحاد الدولي لكرة المضرب (الإنجليزية)
- بيدرو مارتينيز على موقع كأس ديفيز (الإنجليزية)
- بيدرو مارتينيز على موقع اللجنة الأولمبية الدولية (الإنجليزية)